# الحرجه كلادة (عبس)

تعديل مصدري - تعديل

الحرجة كلادة هي إحدى قرى عزلة قطبة بمديرية عبس التابعة لمحافظة حجة، بلغ تعداد سكانها 464 نسمة حسب تعداد اليمن لعام 2004.